# Champagneblad
Champagneblad, soms ook abc-kruid of parakers genoemd (Acmella oleracea of Spilanthes oleracea) is een eenjarige plant uit de composietenfamilie (Asteraceae). De plant komt oorspronkelijk uit de tropische zones van Brazilië, tegenwoordig wordt hij echter veel gekweekt in Madagaskar.
De stengels van het champagneblad zijn talrijk vertakt en dragen ovaal-gepunte bladeren die licht getand zijn. Elk van de zijtakken eindigt in samengestelde bloemhoofdjes met gele bloemetjes (soms met een rode kern). De bladeren zijn ovaal met getande rand. Na de bloei geven de bloemen grote hoeveelheden kleine grijze zaadjes met een platte ovale vorm. De zaden behouden hun kiemkracht voor ± 4 jaar. De plant wordt 40 à 50 cm en bloeit van juni tot oktober.

## Toepassing

### Als plant
Zowel de bladeren als de bloemen zijn eetbaar en kunnen zowel rauw als gekookt gebruikt worden. Mogelijke gebruiksvormen zijn aperitief hapjes, salades en gekookt bij rijst. Ze hebben een scherpe smaak en veroorzaken een vijf minuten durend gevoel dat het best benaderd wordt door een tandheelkundige verdoving, daarnaast staat de plant bekend als middel tegen scheurbuik en de behandeling van chronisch droge ogen.

### Als verwerkt product
Verwerkt als geneesmiddel werkt het schimmeldodend, ontstekingwerend, samentrekkend en heeft het een plaatselijk pijnstillend effect. Het wordt gebruikt tegen schimmelinfecties zoals zwemmerseczeem en voetschimmel, ringworm, mondslijmvliesontsteking zoals spruw en aften.